# Парк розваг

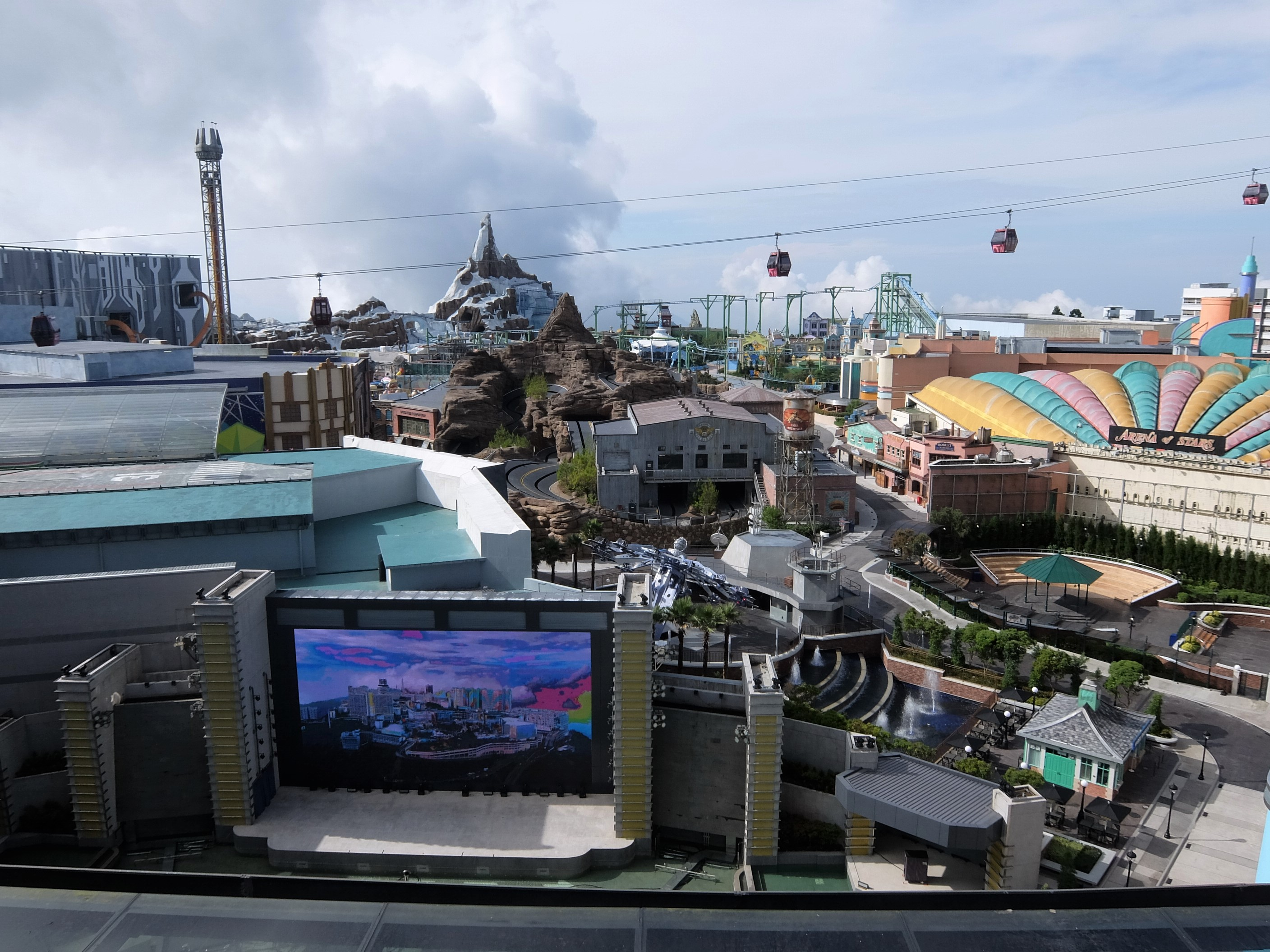
Парк розваг

Парк розваг — збірний термін, що описує певні атракціони і інших види розваг на одній території. Парк розваг відрізняється від звичайних парків тим, що призначений саме для розваги людей.
Інколи зустрічаються тематичні парки, тобто парки розваг, атракціони, навколишнє оточення, обслуговчий персонал яких стилізовані під певну тематику, наприклад, Дикий Захід або острів піратів. Часто парки розваг мають окремі секції, присвячені певній тематиці.
Парки розваг еволюціонували з європейських ярмарків і садів розваг, призначених для відпочинку.
Найдавніший у світі парк атракціонів Dyrehavsbakken відкритий в 1583 на півночі Копенгагена, Данія.
Великий вплив на розвиток парків розваг зробили Всесвітні виставки, що проводилися в США.
Більшість парків атракціонів, на відміну від ярмарків і карнавалів, мають постійне місце розташування.

## Зноски
1. ↑  ТЕМАТИЧНИЙ ПАРК / Колотуха О.В. // Спортивний туризм та активна рекреація: географія, систематизація, практика (словник-довідник). — Електронний ресурс. — Режим доступу: https://geohub.org.ua/node/2732 (дата звернення: 11.08.2024)